# Revista Karpa
KARPA é uma revista acadêmica eletrônica gratuita de crítica teatral e cultural latino americana, dirigida por Gaston Alzate e Paola Marin, editada pela California State University, situada em Los Angeles, Estados Unidos que publica artigos de teatralidades dissidentes, artes visuais e cultura.
Seu nome se origina do quechua carpa, barraca em português. O teatro de barracas foi um teatro itinerante que floresceu na década de 1920 e 1930 no México e sul dos Estados Unidos. Sua estrutura de representação se assemelhava ao vaudeville, onde as apresentações tinham números diversos que se alternavam: malabarismo, acrobacia, dança, sátira política, bonecos.
Inspirado pela estrutura diversa desta forma de teatro a revista se dedica a investigar os diferentes aspectos e visões da cultura latino americana e Ibérica em manifestações como o cabaret político, a performance, o teatro, as ações artísticas, as intervenções de rua, o grafiti, a fotografia, o cinema, incluindo os vários aspectos da teatralidade inseridos nas práticas sociais.

## Semestral
KARPA é uma publicação semestral editada durante os meses do verão e do inverno e aceita artigos em português, espanhol e inglês avaliados por pares, que podem ser acessados gratuitamente. A revista está indexada na Modern Languages Association.

## Objetivos
Segundo seus editores é una revista gratuita sobre teatralidades e a cultura visual, procurando registrar e discutir ações simbólicas disidentes, que busque o risco artístico. Tais manifestações incluem a performance art, o cabaret político, o teatro, a dança, a música em suas dimensões rituais, assim como as teatralidades implícitas na práticas sociais, cotidianas e políticas. Procura-se incluir o cinema, a fotografia, o grafite que busque um olhar em desacordo com a ordem estabelecida nas culturas latino americanas e ibéricas. O importante é o deslocamento do espectador/criador a cenários onde seja possível reimaginar o mundo. (Revista Karpa - Sitie)

## Comitê Editorial
- Adriana Fernandes (Universidade Federal da Paraíba)
- Alvaro Villalobos (Universidade Autônoma do Estado do México)
- Beatriz J. Rizk (International Hispanic Theatre Festival of Miami)
- David W. Foster (Arizona State University)
- George Woodyard (Emeritus, University of Kansas).
- Illeana Diéguez (Universidad Autónoma Metropolitana-México)
- Jorge Dubatti (Universidade de Buenos Aires, CIHTT)
- Kirsten F. Nigro (Universidade do Texas at El Paso)
- Manuel Aguilar (California State University - Los Angeles)
- Pere Salabert (Universitat de Barcelona)
- Robson Corrêa de Camargo (Universidade Federal de Goiás)